# Kainsmärke

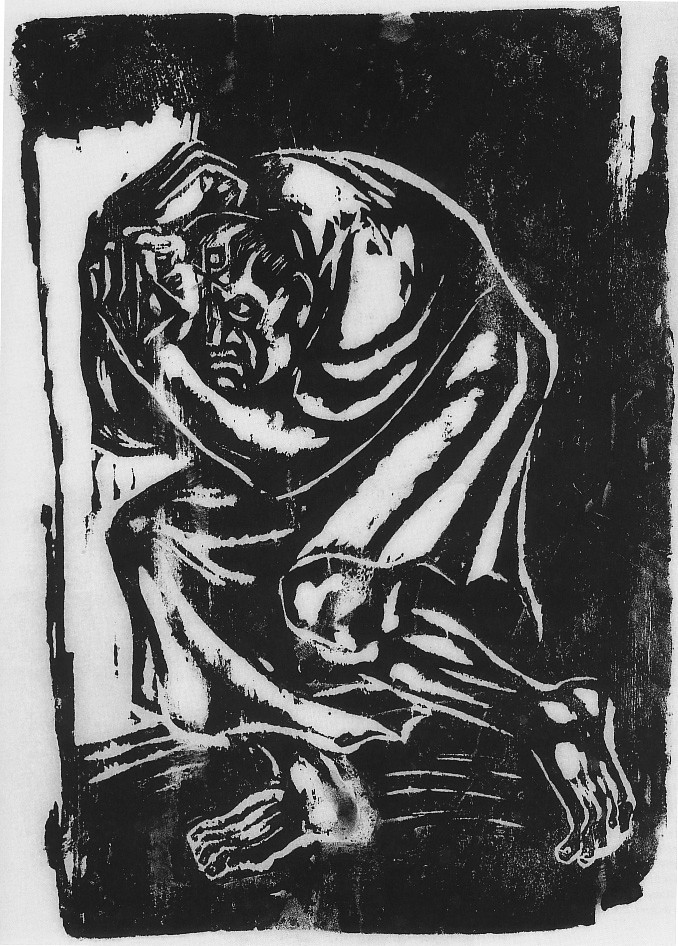
Wilhelm Groß avbildade Kain med Kristusmonogram

Kainsmärke kallas det märke som Gud enligt Bibeln, 1 Mos 4:15, satte på Kain när denne förvisades efter att ha mördat sin bror Abel.
När Gud förvisade Kain sade denne att hans "straff är för tungt att bära" och "Vem som helst som möter mig kan döda mig." 
Gud sa då "Jag lovar att Kain skall bli hämnad sju gånger om, om någon dödar honom."
Gud satte därefter märket på Kain "för att han inte skulle bli dräpt av vem som helst som mötte honom."
Det anges ingenstans hur detta märke skulle sett ut.
Kainsmärke har senare använts som ett uttryck för att man kan påvisa att en ondskefull eller brottslig läggning syns i utseendet.